# Segarra

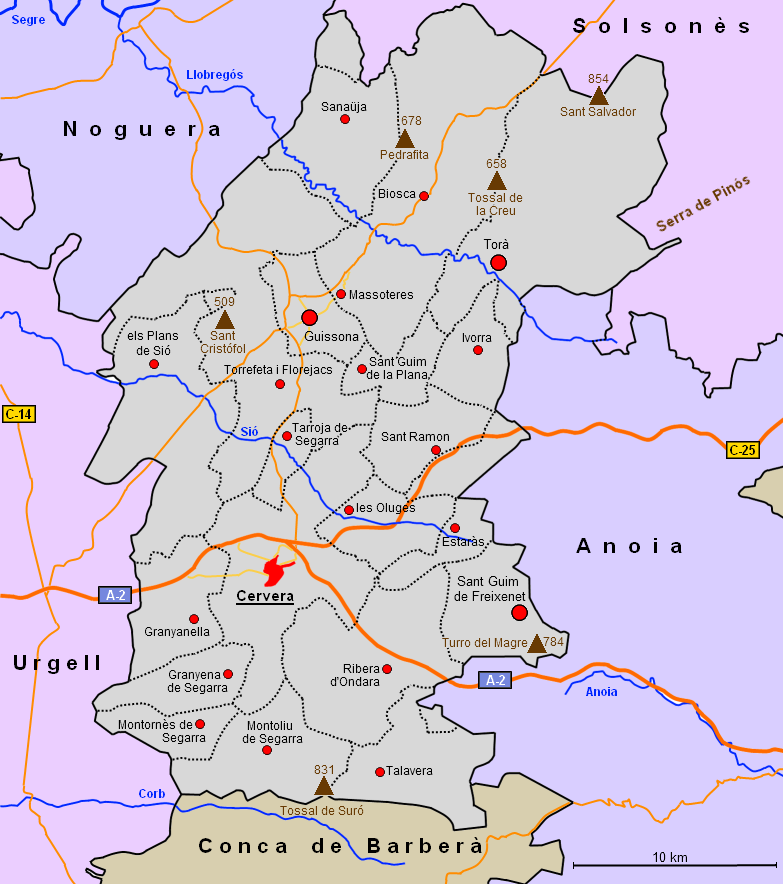
Karte der Comarca Segarra (bis März 2023)

Die Segarra ist eine Comarca im Innern der zu Spanien gehörenden Autonomen Gemeinschaft Katalonien. Der Gemeindeverband hat eine Fläche von 564,65 km² und 22.195 Einwohner (2022). Historisch umfasst der Name Segarra ein größeres Gebiet als das der heutigen gleichnamigen Verwaltungseinheit.

## Lage
Der Gemeindeverband liegt im Zentrum Kataloniens, östlich der Provinzhauptstadt Lleida. Er grenzt im Norden an die Comarca Solsonès, im Westen an Anoia, im Süden an Conca de Barberà und im Osten an Urgell. Zusammen mit den Comarcas Garrigues, Noguera, Urgell, Segrià und Pla d’Urgell bildet die Region das Territorium Ponent.
Die Comarca liegt im östlichen Teil der zentralen Hochebene Kataloniens, auf 400–550 m Höhe. Die höchsten Erhebungen sind der Sant Salvador (854 m) im Norden und der Tossal de Suró (831 m) im Süden. Die Segarra liegt im Einzugsbereich der Nebenflüsse des Segre, den Flüssen Llobregós, Sió und Corb.

## Klima
Das kontinentale Klima mit kalten Wintern und heißen Sommern wird durch die Nähe zum Mittelmeer etwas gemildert. Geringe Niederschläge (zwischen 350 und 450 mm im Jahr) mit Trockenperioden im Sommer prägen das trockene Klima.

## Wirtschaft
Ackerbau (Weizenanbau) und Viehzucht (Schweine, Geflügel) bestimmen die Wirtschaft. Daneben haben auch Unternehmen der Lebensmittelindustrie in der Segarra ihren Sitz.

## Gemeinden
| Gemeinde               | Einwohner (2024) | Fläche km² | Dichte Einw./km² | Cod INE | Postleitzahl |
| ---------------------- | ---------------- | ---------- | ---------------- | ------- | ------------ |
| Cervera                | 9.533            | 55,21      | 173              | 25072   | 25200        |
| Estaràs                | 162              | 21,15      | 8                | 25085   | 25214        |
| Granyanella            | 140              | 23,98      | 6                | 25103   | 25218        |
| Granyena de Segarra    | 145              | 16,58      | 9                | 25104   | 25217        |
| Guissona               | 7.635            | 18,18      | 420              | 25110   | 25210        |
| Ivorra                 | 100              | 15,32      | 7                | 25114   | 25216        |
| Massoteres             | 216              | 26,14      | 8                | 25132   | 25211        |
| Montoliu de Segarra    | 180              | 29,46      | 6                | 25141   | 25217        |
| Montornès de Segarra   | 88               | 12,14      | 7                | 25143   | 25340        |
| Les Oluges             | 167              | 19,09      | 9                | 25152   | 25214        |
| Els Plans de Sió       | 512              | 56,14      | 9                | 25911   | 25212        |
| Ribera d’Ondara        | 454              | 54,27      | 8                | 25905   | 25213        |
| Sanaüja                | 379              | 32,95      | 12               | 25191   | 25753        |
| Sant Guim de Freixenet | 1.222            | 25,16      | 49               | 25192   | 25270        |
| Sant Guim de la Plana  | 193              | 12,32      | 16               | 25197   | 25211        |
| Sant Ramon             | 495              | 18,87      | 26               | 25194   | 25215        |
| Talavera               | 280              | 30,62      | 9                | 25216   | 25213        |
| Tarroja de Segarra     | 170              | 7,90       | 22               | 25219   | 25212        |
| Torrefeta i Florejacs  | 605              | 89,17      | 7                | 25907   | 25211        |
| Comarca Segarra        | 22.676           | 564,65     | 40               | –       | –            |

## Veränderungen
Im März 2023 wurden die Gemeinden Biosca und Torà aus der Comarca Segarra herausgelöst und der Comarca Solsonès zugeschlagen.